# John Terry (aktor)
John Terry (ur. 25 stycznia 1950 w Chicago w Illinois) – amerykański aktor filmowy i telewizyjny.

## Filmografia

### Filmy fabularne
- 1980: There Goes the Bride jako Nicholas Babcock
- 1980: Hotwire jako Billy Ed Wallace
- 1980: Mściwy jastrząb (Hawk the Slayer) jako Hawk
- 1982: Tuxedo Warrior jako Wiley
- 1982: Wilhelm Cuceritorul jako Król Harold II
- 1983: Purpura i czerń (The Scarlet and the Black, TV) jako Porucznik Jack Manning
- 1985: Dzikie gęsi II (Wild Geese II) jako Michael
- 1987: Full Metal Jacket jako porucznik Lockhart
- 1987: W obliczu śmierci (The Living Daylights) jako Felix Leiter
- 1988: The Loner (TV) jako Michael Shane
- 1989: Na wrogiej ziemi (In Country) jako Tom
- 1990: W imię miłości (A Killing in a Small Town, TV) jako Stan Blankenship
- 1990: Silhouette (TV) jako zastępca Pete Schroeder
- 1991: Passion (TV) jako Jack Keenan
- 1991: Wskrzeszony (The Resurrected ) jako John March
- 1992: Seduction: Three Tales from the 'Inner Sanctum' (TV) jako Kenneth / Nathan / Tom
- 1992: Myszy i ludzie (Of Mice and Men ) jako Slim
- 1993: Miracle Child (TV) jako Buck Sanders
- 1993: Niebezpieczna kobieta (A Dangerous Woman) jako Steve
- 1994: Żelazna wola (Iron Will) jako Jack Stoneman
- 1994: Cela śmierci (Reflections on a Crime) jako James
- 1995: Boisko szczęścia (The Big Green) jako Edwin V. Douglas
- 1995: Zdrada (Betrayed: A Story of Three Women, TV) jako Rob Nelson
- 1996: Instynkt macierzyński (A Mother's Instinct, TV) jako Carl Gibbons / Gilbaine
- 1997: Drogie panienki (L.A. Johns, TV) jako Josh Moyer
- 1998: Serce lasu (Heartwood) jako Joe Orsini
- 1998: Zaskakująca przemiana (A Change of Heart, TV) jako dr Jim Marshall
- 1998: Bad As I Wanna Be: The Dennis Rodman Story (TV) jako ojczym Rodmana
- 2001: Sędzia (The Judge, TV) jako Coleman Kline
- 2004: Za kulisami "Dynastii" (Dynasty: The Making of a Guilty Pleasure, TV) jako Vince Peterson
- 2005: Steal Me jako Ojciec
- 2005: Pomylona miłość (Crazylove) jako Pan Mayer
- 2007: Zodiak (Zodiac) jako Charles Thieriot
- 2008: Reaper (film krótkometrażowy) jako terapeuta
- 2008: Surfer (Surfer Dude) jako Mercer Martin
- 2009: Nieugięty (The Way of War) jako sekretarz obrony
- 2010: Nine Dead jako Shooter
- 2013: The Fortune Theory jako Howard Fitzroy

### Seriale TV
- 1978: Bańka (Soap) jako Foreman
- 1979: Lou Grant jako dr Lockwood
- 1983: Philip Marlowe, Private Eye jako George Dial
- 1985: Dempsey i Makepeace na tropie jako Arnold Sims
- 1987: Scenariusz (Screenplay) jako Shannon
- 1993: Against the Grain jako Ed Clemons
- 1994: Ostry dyżur (ER) jako dr David 'Div' Cvetic
- 1995: Maska zabójcy (Dead by Sunset) jako Mike Shinn
- 1996: Second Noah jako Travis Beckett
- 2001–2010: 24 godziny jako Bob Warner
- 2002: CSI: Kryminalne zagadki Miami jako Dean Collins
- 2003-2004: Las Vegas jako Larry McCoy
- 2004: CSI: Kryminalne zagadki Nowego Jorku jako McCanna Taylor
- 2004–2010: Zagubieni (Lost) jako Christian Shephard, ojciec Jacka)
- 2005: Na Zachód (Into the West) jako Stary Jacob Wheeler
- 2006: Secrets of a Small Town jako Russell Rhodes
- 2006: Prawo i bezprawie jako Sherman Loomis
- 2007: Zagubieni (Lost: Missing Pieces) jako Christian Shephard
- 2007-2008: Rączy Wildfire (Wildfire) jako Wujek Jesse
- 2008: Zagubieni (Lost: Missing Pieces) jako Christian Shephard
- 2009-2010: Trauma jako dr Lyndon Carnahan
- 2010-2011: Bracia i siostry (Brothers & Sisters) jako dr Karl West
- 2011: Aniołki Charliego (Charlie's Angels) jako Victor Sampson